# Juniper Networks

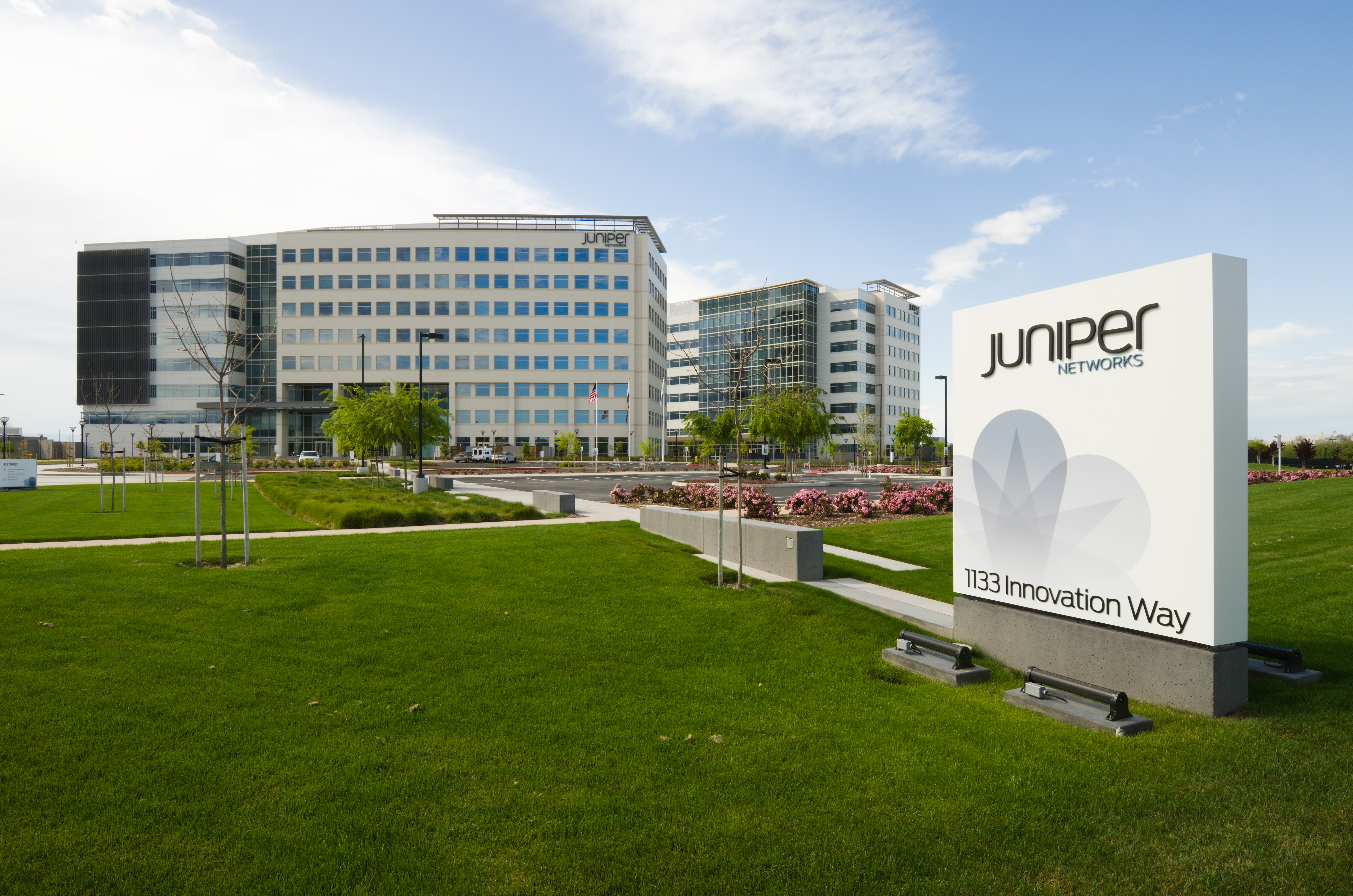
Siedziba Juniper Networks, Inc. w Sunnyvale

Juniper Networks, Inc. – producent sprzętu sieciowego. Siedziba firmy mieściła się w Sunnyvale, w stanie Kalifornia, w Stanach Zjednoczonych. Jej portfolio obejmowało niemal wszystkie obszary rynku produktów przewodowej transmisji danych. Produkty firmy przeznaczone było zarówno dla operatorów telekomunikacyjnych, jak i przedsiębiorstw.
Juniper Networks przeznaczało znaczną część budżetu na badania i rozwój produktów. W latach 2005–2010 było to średnio 22%.
W styczniu 2024 roku Juniper zgodził się na przejęcie w całości przez Hewlett Packard Enterprise (HPE) za około 14 miliardów dolarów. Przejęcie zostało zamknięte 2 lipca 2025 roku.

## Historia
W 1995 roku Pradeep Sindhu, były pracownik Xerox PARC Computer Science Lab, zastanawiał się nad dalszym rozwojem kariery. Jego uwagę przykuł szybko rozwijający się Internet, a w szczególności jedno z najważniejszych urządzeń do jego budowy – router. W ciągu kilku miesięcy uzyskał on finansowanie dla swojego pomysłu i 6 lutego 1996 założył firmę Juniper Networks.
W przeciwieństwie do innych startupów (rozwijających się stopniowo) Juniper Networks podjęła się rozwiązania jednego z najważniejszych ówcześnie problemów technicznych sieci komputerowych. Jej pierwszy produkt – router M40 – był pierwszym routerem, w którym zastosowano technologię przełączania pakietów z wykorzystaniem dedykowanych układów scalonych ASIC. Wydajność przełączania routera wynosiła 40 Mpps, co było wynikiem ok. 100 razy lepszym niż najszybszy dostępny w owym czasie router konkurencji. Produkt ten zapewnił Juniper Networks 30% udział w rynku wysokowydajnych routerów w 2000 roku. 25 czerwca 1999 roku Juniper Networks weszła na giełdę.

## Akwizycje
Część swojego rozwoju – podobnie jak w przypadku innych dużych korporacji – Juniper Networks realizuje poprzez akwizycję małych, innowacyjnych przedsiębiorstw. Do 2011 roku zakupione zostały:
- luty 2011 – Brilliant Telecommunications
- grudzień 2010 – Altor Networks
- listopad 2010 – Blackwave
- listopad 2010 – Trapeze Networks
- lipiec 2010 – SMobile Systems
- kwiecień 2010 – Ankeena Networks
- grudzień 2005 – Funk Software
- październik 2005 – Acorn Packet Solutions
- lipiec 2005 – Redline Networks
- lipiec 2005 – Peribit Networks
- kwiecień 2005 – Kagoor
- kwiecień 2004 – NetScreen Technologies
- lipiec 2002 – Unisphere Networks, a subsidiary of Siemens
- maj 2002 – Nexsi Systems
- listopad 2001 – Pacific Broadband
- grudzień 2000 – Micromagic
- listopad 1999 – Layer Five

## Produkty
Urządzenia Juniper Networks, wprowadzane na rynek przez tę firmę samodzielnie (a nie poprzez akwizycje) pracują pod kontrolą systemu operacyjnego JunOS. Ten modularny, oparty na jądrze FreeBSD system operacyjny zawiera obsługę większości używanych współcześnie protokołów routingu.

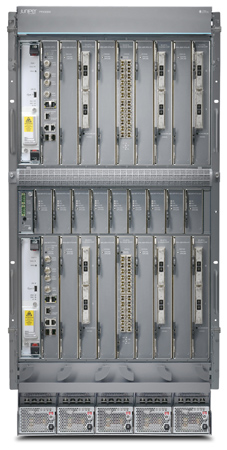
Router Juniper PTX3000

### Routery
- Seria E
- Seria J
- Seria M
- Seria MX
- Seria T
- Seria PTX
- Seria ACX

### Przełączniki sieciowe
- Seria EX
- Seria QFX

### Zapory sieciowe
- Seria Netscreen
- Seria SRX

### Oprogramowanie
- System Operacyjny JunOS
- Przestrzeń JunOS – środowisko programistyczne dla aplikacji sieciowych
- Contrail – marka definiująca oprogramowanie oraz sterowniki sieciowe